# مقاطعة جيفرسون (كانساس)
مقاطعة جيفرسون (بالإنجليزية: Jefferson County)‏ هي إحدى المقاطعات في ولاية كانساس، الولايات المتحدة الأمريكية.